# 密序大黄
密序大黄（学名：Rheum compactum）为蓼科大黄属下的一个种。

## 扩展阅读
- 維基物種上的相關：密序大黄